# 2015 AQ293
2015 AQ293 est un objet transneptunien de la famille des objets épars qui pourrait être une planète naine potentielle.